# Малий Кипчак (присілок)
Малий Кипча́к (рос. Малый Кипчак, башк. Бәләкәй Ҡыпсаҡ) — присілок у складі Бурзянського району Башкортостану, Росія. Входить до складу Кипчацької сільської ради.
Населення — 57 осіб (2010; 65 в 2002).
Національний склад:
- башкири — 97%